# 부산 회명사 묘법연화경 권1
회명사 묘법연화경 권1(晦明寺 妙法蓮華經 卷一)은 부산광역시 금정구 회명사에 있는 불경이다. 2019년 10월 16일 부산광역시의 문화재자료 제112호로 지정되었다.

## 지정 사유
"묘법연화경"은 일반적으로 "화엄경"·"금강경"과 더불어 대표적 대승경전으로 알려져 있다. 석가모니 부처님의 40년 설법을 집약하는 정수를 담고 있는 경전으로 본다. 법화사상을 담고 있는 천태종의 근본경전으로 흔히 약칭하여 '법화경’으로 부른다. "법화경"은 서진(西晋)시대였던 286년에 축법호(竺法護)가 한역한 "정법화경(正法華經)" 10권, 구마라집(鳩摩羅什, 344～413)이 408년에 한역한 "묘법연화경(妙法蓮華經)" 7권, 수(隋)나라의 도나굴다(闍那堀多) 및 급다(笈多)가 601년 한역한 "첨품묘법연화경(添品妙法蓮華經)" 7권 등 세 종류가 현존한다. "묘법연화경"은 한역본으로는 현재 3종이 남아 있다. 그 중 406년(동진 의희 2)에 구마라집(鳩摩羅什)에 의해서 번역된 한역본이 가장 널리 유통되고 있다.
"법화경"은 "경덕전등록(景德傳燈錄)", "선문염송(禪門拈頌)"과 함께 불교 전문 강원의 수의과(隨意科) 과목으로 채택되어 강의되고 있으며, "화엄경(華嚴經)"과 함께 한국불교 사상의 확립에 가장 크게 영향을 미친 경전이다.
회명사가 소장하고 있는 "묘법연화경 권1"은 융경2년(선조 1년, 1568)에 간행되었다. 권말에 '융경2년무진육월일취암사개간(隆慶2年戊辰六月日鷲岩寺開刊)’이란 간기가 있으며, 이에 시주자와 각수(刻手) 옥헌(玉軒)이 기록되어 있다. 이어진 선교석(禪敎釋)은 필사한 부분으로 본문 중간에 이두가 적혀 있다. 전체적인 인경 상태는 계선 부분이 상당히 마모된 것으로 나타나고 있고, 일부 장차에서는 독경할 때 사용된 이두, 특정 표시 등이 보인다. 본문 이외의 여백에는 경전의 내용에 대한 의견 또는 각종 정보 등을 가필한 내용이 상당히 많은 것으로 보아 "회명사 묘법연화경 권1"가 많이 활용되었음을 짐작케 한다.
"법화경" 및 "묘법연화경언해"본은 임진왜란을 기준으로 고문헌의 가치를 판단한다. "회명사 묘법연화경 권1"은 융경2년 즉 1568년(선조 1) 6월에 취암사에서 개판한 것으로 임진왜란 이전본이라 할 수 있다. 현재 강원도 월정사에 소장된 강원도 유형문화재 제130호 "묘법연화경언해"에 이어 간행된 임진왜란 이전본으로 추정된다. 월정사 소장 "묘법연화경언해"는 권2로서 1545년(인종 1) 나주의 쌍계사(雙溪寺)본이지만, "회명사 묘법연화경 권1"은 1568년 간행된 것으로 불과 20여년의 시차를 두고 간행되었다. 따라서 "회명사 묘법연화경 권1"은 다른 복각본보다도 시기적으로 매우 앞선 것으로 볼 수 있다.
"회명사 묘법연화경 권1"은 조선시대 불교판본학 및 중세국어 연구에 매우 중요한 학술적 가치를 지니고 있으며, 한글 자형의 변화를 살펴 볼 수 있어 학술적 가치가 높은 것으로 판단된다. 특히 나주쌍계사본과 간행년도가 20여년의 시차를 두고 있어 "묘법연화경언해"의 또다른 본으로 볼 수 있어 한글 초기 자형의 모습을 검증할 수 있는 자료로 활용될 수도 있다.

## 참고 문헌
- 회명사 묘법연화경 권1 - 국가유산청 국가유산포털